# Obnova lesa

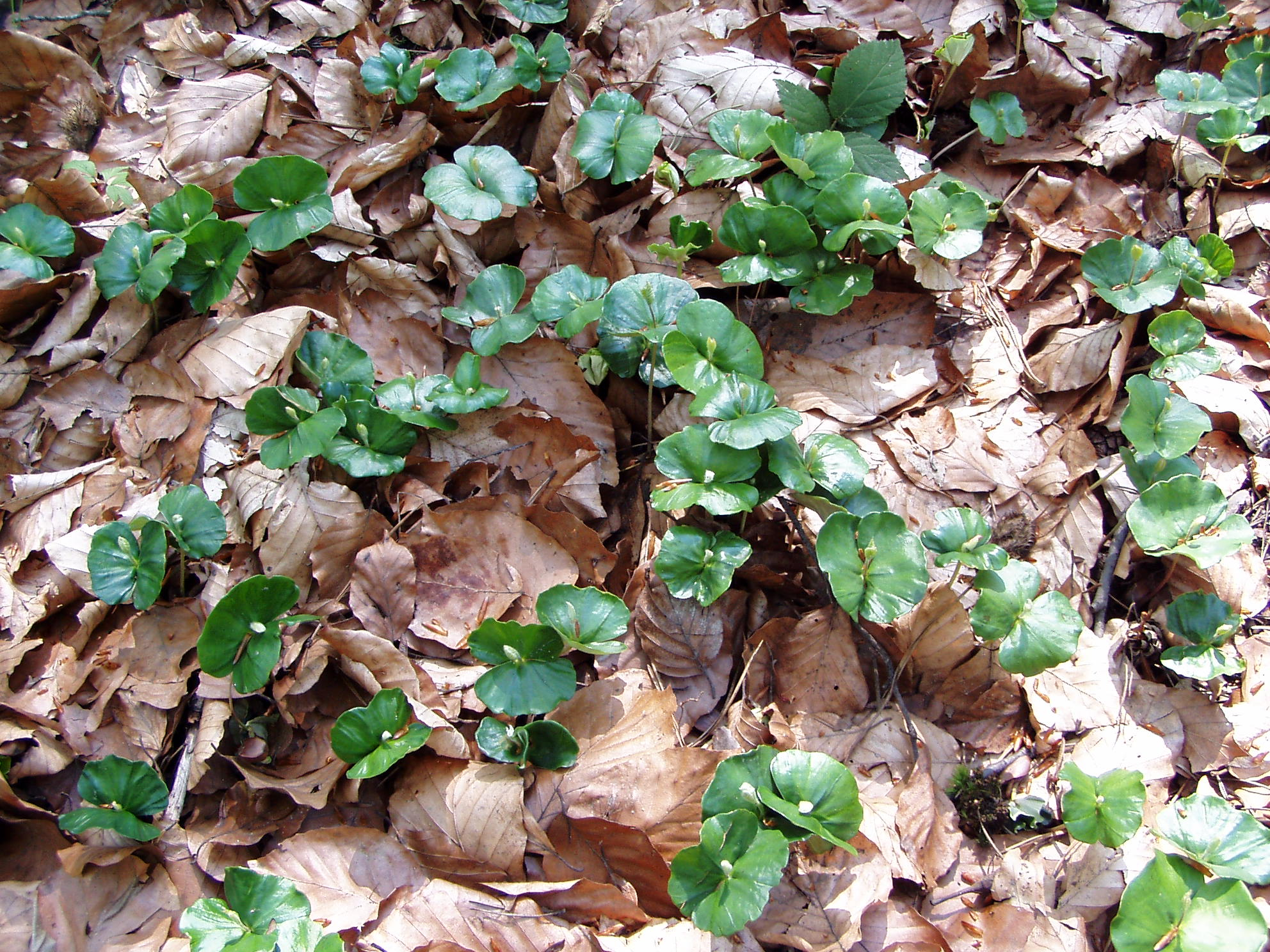
Semenáčky buku

Obnova lesa je proces složený z jednotlivých pěstebních opatření jejichž prostřednictvím dochází k nahrazení stávajícího, zpravidla dospělého (mýtného) lesa novým pokolením lesních dřevin. Obnova lesa patří mezi základní úkoly pěstování lesů.
Z hlediska míry využití přírodních procesů a schopnosti obnovy původního lesního porostu lze obnovu lesa rozdělit na tři základní kategorie. Jsou jimi obnova přirozená, umělá nebo kombinovaná.

## Typy obnovy lesa

### Přirozená obnova
Přirozená obnova využívá k tvorbě nového porostu semennou obnovu nebo výmladnost za přímé účasti mateřského porostu. Ve vyšší míře je využito přírodních procesů.

#### Přirozená obnova semenná
Přirozená obnova semenná se uskutečňuje nalétnutím nebo opadem semen na vedlejší holou plochu nebo přímo pod mateřský porost. Semena musí mít ke svému klíčení a následnému růstu semenáčků příznivé podmínky. Porost je k přirozené obnově připravován výběrem, který spočívá v ponechání nejkvalitnějších jedinců při současném odstraňování nepřirůstavých nemocných nebo jinak poškozených stromů s vadnými kmeny atp. Při výběru jsou ponechávány přednostně ty dřeviny, které se snažíme obnovit i v budoucím porostu. Přirozené obnově musí předcházet tzv. semenný rok (periodicky se opakující rok zvýšené plodnosti) cílových dřevin. Těsně před vysemeněním je vhodné provést přípravu půdy. Podmínkou přirozené obnovy je také stanoviště nezamořené buření (nežádoucí konkurující vegetací – maliník, ostružiník, třtiny, keře…). V prvních letech jsou porosty vzniklé přirozenou obnovou označovány jako nárosty. Nárosty kladou zpravidla vyšší nároky na následnou výchovu ale odolávají lépe škodám zvěří. Vzniklé porosty mohou být díky vysokému počtu jedinců na jednotce plochy při vhodné výchově kvalitnější.

#### Přirozená obnova výmladností
Přirozenou obnova výmladností využívá pařezové nebo kořenové výmladnosti. Někdy se uplatňuje také výmladnost kmenová (při oklestném hospodaření). Poněkud specifické hospodaření i obnova ve výmladkovém lese jsou popsány v samostatném článku.

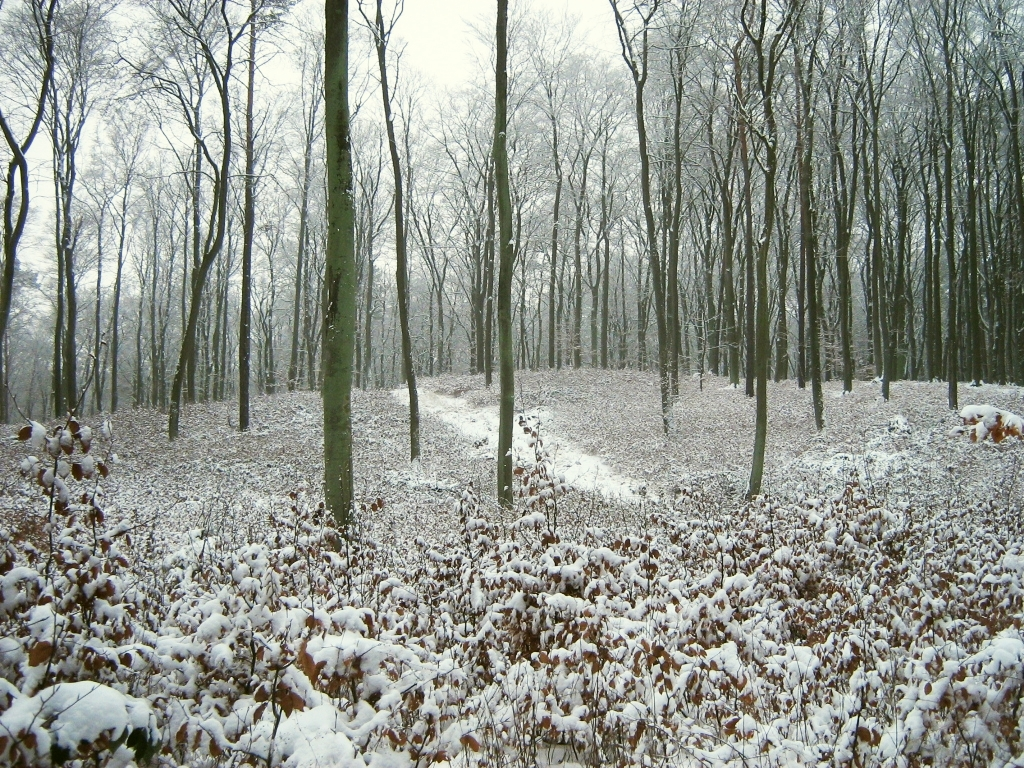
Přirozená obnova buku

### Umělá obnova
Umělou obnovou vznikají lesní porosty zpravidla druhově nebo i geneticky odlišné od porostů původních. Uskutečňuje se výsevem semen nebo výsadbou sazenic lesních dřevin. Volba obnovovaných dřevin nezávisí na mateřském porostu (jeho druhovém složení nebo genetické kvalitě). Založené kultury mohou být rovnoměrnější, optimálně husté a přehlednější. Umělou obnovou lze docílit přeměn nevhodných porostů (například smrkových monokultur) na porosty s vhodnější druhovou skladbou, více vyhovující stanovišti. Těžba dříví předcházející umělé obnově je jednodušší a zpravidla lze také lépe využít mechanizaci. Umělá obnova lesů má však i své nevýhody. Na holých plochách je totiž omezena možnost výsadby stinných dřevin (jedle, buk). Při uplatnění umělé obnovy vznikají převážně stejnověké a stejnorodé porosty (chudá prostorová skladba). Kultury bývají více než nárosty poškozovány zvěří (důvodem je zpravidla nižší počet jedinců na jednotce plochy). Umělá obnova je často nákladnější než obnova přirozená kvůli nutnosti pěstování sazenic a nákladům na výsadbu (případně vylepšování).

### Kombinovaná obnova
Kombinovanou obnovou se zajišťuje obnova části porostu přirozeně, zbytku uměle. Pokud přirozenou obnovou nelze zdárně zajistit celou porostní plochu je třeba prořídlé nebo pomístné nálety doplnit uměle.